# Nueva Colonia José López Portillo
Nueva Colonia José López Portillo är en ort i Mexiko.   Den ligger i kommunen San Lucas Ojitlán och delstaten Oaxaca, i den sydöstra delen av landet, 300 km sydost om huvudstaden Mexico City. Nueva Colonia José López Portillo ligger 113 meter över havet och antalet invånare är 108.
Terrängen runt Nueva Colonia José López Portillo är kuperad österut, men västerut är den platt. Runt Nueva Colonia José López Portillo är det ganska tätbefolkat, med 160 invånare per kvadratkilometer. Närmaste större samhälle är San Lucas Ojitlán, 8,3 km väster om Nueva Colonia José López Portillo. Omgivningarna runt Nueva Colonia José López Portillo är en mosaik av jordbruksmark och naturlig växtlighet.